# Stare Haby
Stare Haby (biał. Старыя Габы; ros. Старые Габы) – agromiasteczko na Białorusi, w obwodzie witebskim, w rejonie miadzielskim, w sielsowiecie Słoboda.
Znajduje się tu parafialna cerkiew prawosławna pw. św. Mikołaja Cudotwórcy.

## Historia
W czasach zaborów w gminie Żośna, w powiecie wilejskim, w guberni wileńskiej Imperium Rosyjskiego.
W latach 1921–1945 wieś leżała w Polsce, w województwie wileńskim, w powiecie duniłowickim, od 1926 w powiecie postawskim, w gminie Żośno.
Według Powszechnego Spisu Ludności z 1921 roku zamieszkiwały tu 662 osoby, 9 było wyznania rzymskokatolickiego, 647 prawosławnego a 6 mojżeszowego. Jednocześnie wszyscy mieszkańcy zadeklarowali białoruską przynależność narodową. Było tu 126 budynków mieszkalnych. W 1931 w 129 domach zamieszkiwało 648 osób.
Wierni należeli do parafii rzymskokatolickiej w Wesołusze i miejscowej prawosławnej. Miejscowość podlegała pod Sąd Grodzki w Miadziole i Okręgowy w Wilnie; właściwy urząd pocztowy mieścił się w Słobodzie Żośniańskiej.
Po agresji ZSRR na Polskę w 1939 roku wieś znalazła się w granicach BSRR. W latach 1941–1944 była pod okupacją niemiecką. Od 1945 leżała w BSRR. Od 1991 roku w Republice Białorusi. Do 2013 wieś była stolicą sielsowietu Stare Haby.